# Holguín (club de fútbol)
Panteras de Holguín, oficialmente conocido como Holguín FC, es un club de fútbol cubano con sede en la ciudad de Holguín, capital de la provincia homónima. Es miembro de la Asociación de Fútbol de Cuba y representa a la región en las competiciones nacionales. Fue campeón del Campeonato Nacional de Fútbol de Cuba en el año 2006.

## Historia
Fundado como representante de la provincia en las ligas nacionales, Holguín alcanzó su mayor logro al coronarse campeón nacional en la temporada 2005–2006 bajo la dirección de Juan Carlos Quintana. Este título lo convirtió en uno de los pocos clubes orientales fuera de Santiago de Cuba en lograr este hito.
En años posteriores, el equipo ha experimentado altibajos en cuanto a rendimiento y resultados. En 2014, descendió a la segunda categoría del fútbol cubano (Torneo de Ascenso), donde ha permanecido desde entonces, compitiendo sin éxito por regresar a la máxima división.

## Estadio
El club disputa sus partidos como local en el Estadio Luis Augusto Turcios Lima, ubicado en el municipio de Banes. Este modesto estadio tiene una capacidad aproximada de 1 000 espectadores y ha sido tradicionalmente el centro del fútbol holguinero.

## Jugadores y entrenadores destacados
- El máximo goleador histórico del club en campeonatos nacionales es Héctor Ramírez.
- Entre los entrenadores más importantes se encuentran:
  - Juan Carlos Quintana (2005-2006)[6] - campeón en 2006
  - Omar Montero (2009)[7]
  - Ramón Fuentes Quiala (desde 2019)[8]